# Il medico della mutua (romanzo)
Il medico della mutua è un romanzo scritto da Giuseppe D'Agata nel 1964, edito dalla casa editrice Feltrinelli e poi ripubblicato dalla Garzanti e dalla Bompiani.
Il romanzo ha ispirato l'omonimo film del 1968 diretto da Luigi Zampa con Alberto Sordi. 

## Trama
A Roma il dottor Guido Melli, orfano di padre dalla tenera età, cerca di sfondare e di portare a casa più soldi seguendo i consigli della madre: farsi carico di più mutuati, i pazienti ai quali la mutua risarcisce le spese per visite mediche ed esami e che ogni dottore convenzionato con tali associazioni ambisce ad avere in gran quantità come fonte principali dei propri guadagni.
La madre di Guido, donna saggia e molto scaltra, vede in suo figlio un grande dottore e così lo manda alla ricerca di mutuati (e delle mutuate) più ricche e benestanti per poterli convincere a passare dalla sua parte come pazienti. Guido Melli, sebbene invidiato dai colleghi che le tentano tutte pur di mettergli i bastoni tra le ruote, riuscirà nell'impresa dapprima seducendo la moglie di un medico in fin di vita e poi tradendola con altre mutuate.

## Edizioni
- Giuseppe D'Agata, Il medico della mutua, Feltrinelli, 1964.